# Andreasquartier

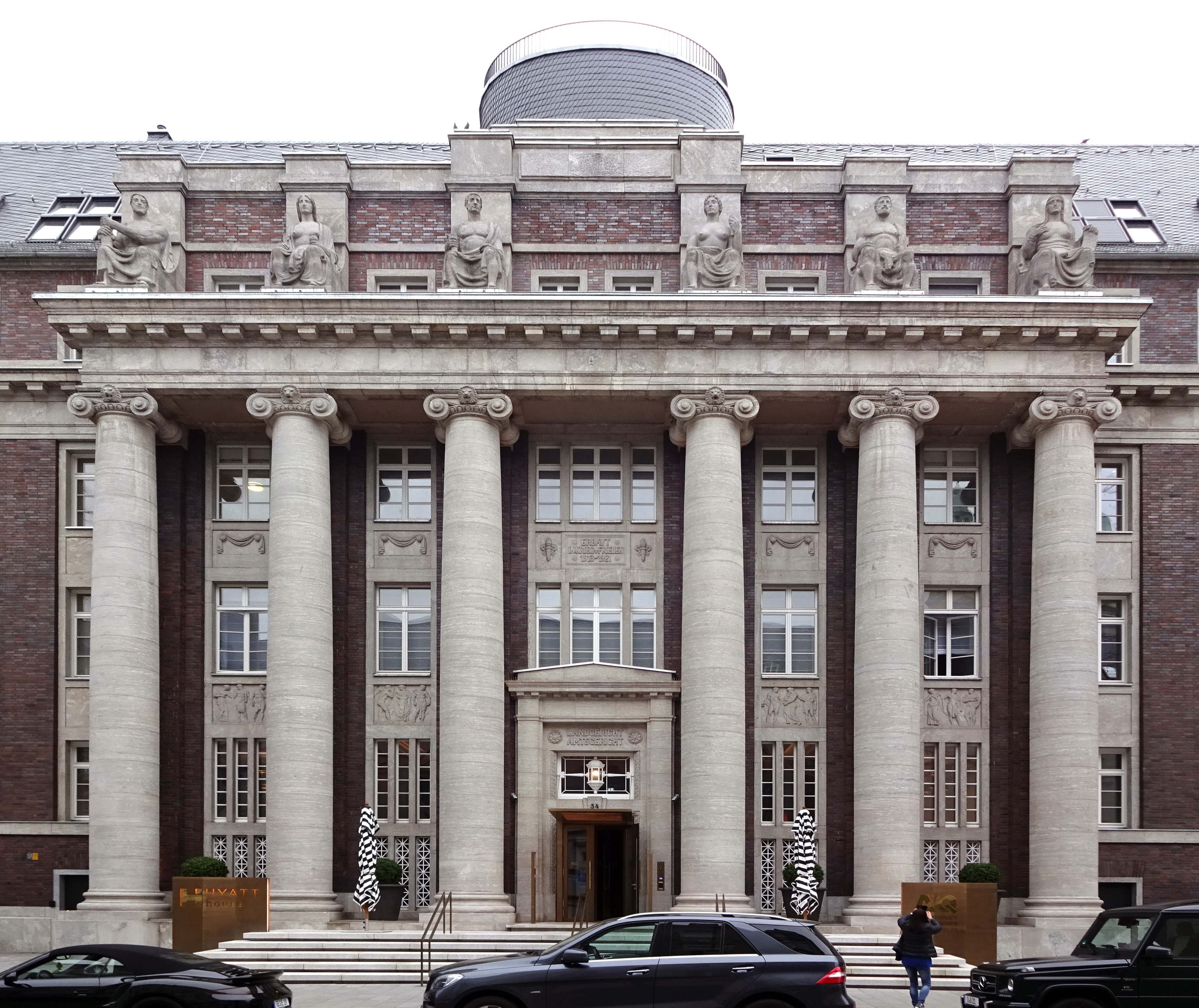
Andreasquartier Portal, Mühlenstraße 34, Düsseldorf-Altstadt (2018)

Andreasquartier ist der Name eines Immobilienprojektes der Frankonia Eurobau AG in der Düsseldorfer Altstadt. Das Projekt sah unter anderem den Umbau des Justizpalastes des Land- und Amtsgerichts Düsseldorf zu einem Hotel sowie Wohnungen und verschiedenen Gaststätten vor. Die insgesamt 267 Wohnungen wurden zum Teil in Neubauten über einer Tiefgarage erstellt. Die Fassade des Palais Spinrath wurde in den neuen Baukomplex integriert. Die Anlage wurde 2017 eröffnet.

## Lage
Der Gebäudekomplex liegt in zentraler Lage in der Düsseldorfer Altstadt, zwischen der Ratinger Straße im Norden, der Neubrückstraße im Osten, der Mühlenstraße im Süden und der Liefergasse im Westen. In der Nähe des Objekts befinden sich am Grabbeplatz die Kunstsammlung Nordrhein-Westfalen, die Kunsthalle Düsseldorf und die Andreaskirche.

## Geschichte

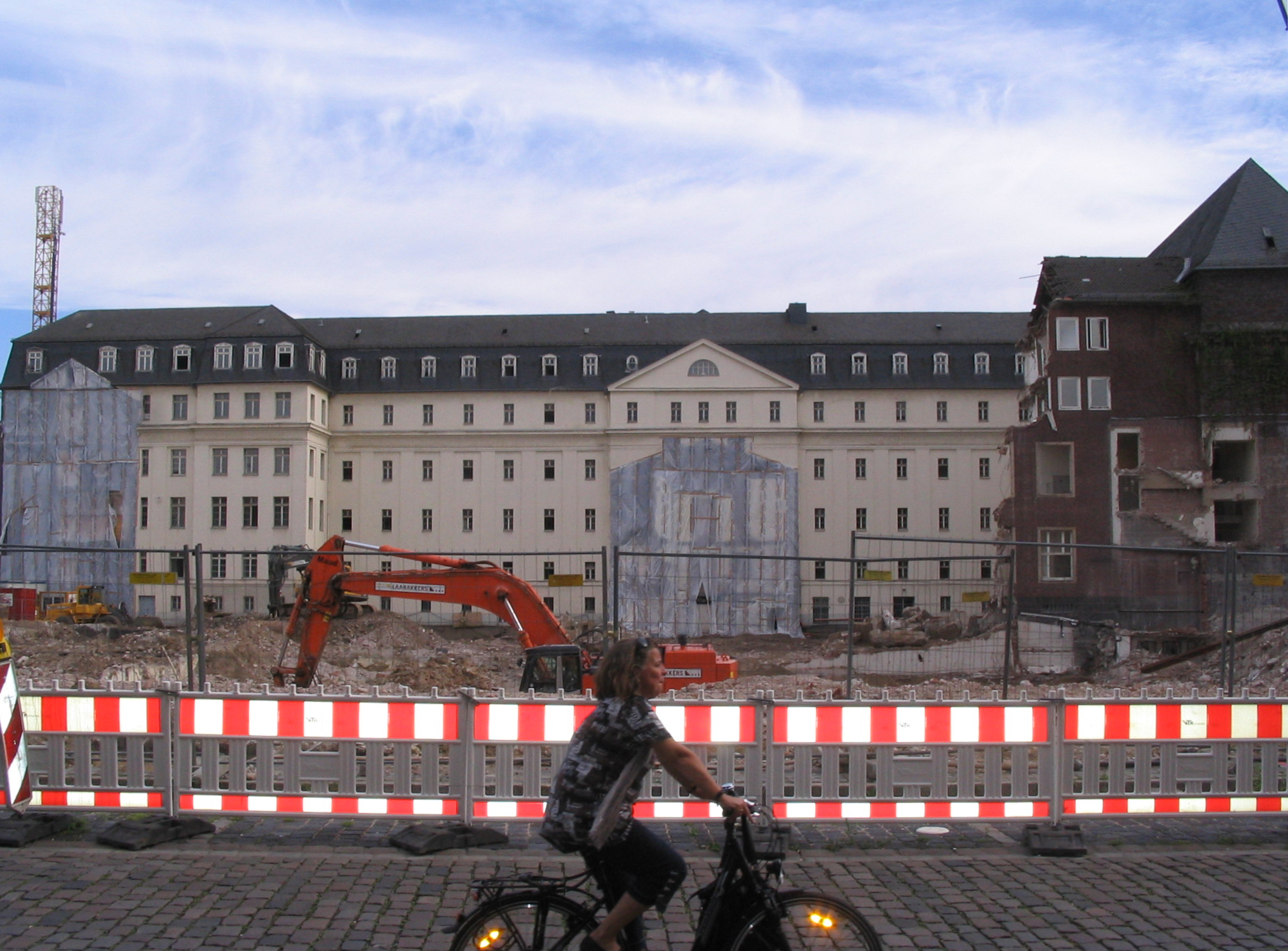
Sicht von der Ratinger Straße während des Umbaus (September 2012)

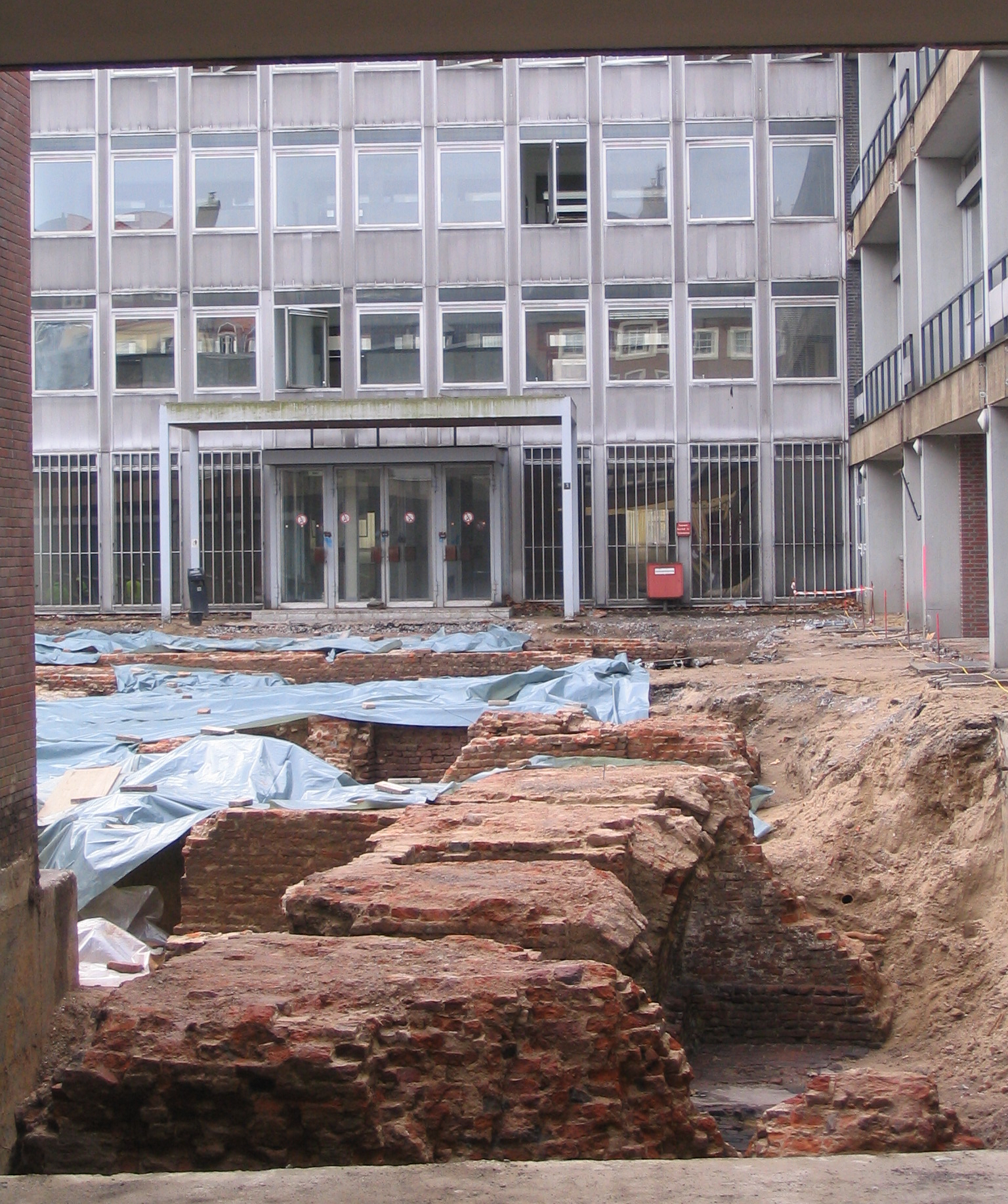
Ausgrabungen im Hof. Aufgenommen von der Neubrückstraße (März 2012)

Die erste Baugenehmigung wurde 2008 erteilt. Bereits zu diesem Zeitpunkt wurde das Projekt kontrovers diskutiert. Nachdem der Stadtrat im Dezember 2009 den Bebauungsplan beschlossen hatte, begannen die Bauarbeiten Ende 2010.
Am 11. Oktober 2017 fand schließlich die feierliche Eröffnung des gesamten Bauensembles statt, wobei auch erste Bewohner in ihre neuen Wohnungen einziehen konnten. Die Eröffnung hatte sich um circa ein halbes Jahr verschoben.
Im Zuge der Umgestaltung des ehemaligen Land- und Amtsgericht fanden archäologische Grabungen in den Innenhöfen des ehemaligen Gerichts statt. Man stieß hier auf einen der ältesten Teile der Altstadt, so auch auf eine gemauerte Düsselröhre. In den alten Bodenschichten fanden sich Spuren des alten Stadtgrabens, der ersten Befestigung Düsseldorfs, von Häusern, Öfen und Brunnen aus unterschiedlichen Zeiten, auch eine Keramik, die eindeutig aus germanischer Zeit stammt (Zeitspanne des 1. bis 5. Jahrhunderts nach Christus).
Zwischen Ratinger Straße, Liefergasse, Mühlenstraße und Neubrückstraße befand sich der größte Häuserblock in der Altstadt. Die Düssel floss als Niederungsgewässer mit Bleichwiesen durch das Quartier hindurch, beim Pförtnerhäuschen Neubrückstraße hinein und an der Liefergasse wieder hinaus. Unter Jan Wellem lag hier das Gelände für dessen Pferde, mit Reitplatz und dem sogenannten „Tummelhaus“ (Reitschule). Längs der Düssel von der Liefergasse bis etwa zum Haupteingang des Andreasquartiers lag der alte Marstall, den schon Wilhelm der Reiche dort 1559 errichtet hatte. Dann folgte das Kommödienhaus (1559), das unter Jan Wellem zur Hofoper wurde (1695 bis 1758). Um 1766 entstand unter Karl Theodor an der Mühlenstraße – vis-à-vis dem Jesuitenkloster und späteren Regierungssitz – das Statthalterpalais, die Residenz der Statthalter des Herzogs von Jülich und Berg. Auf der Seite der Ratinger Straße mit der denkmalgeschützten Fassade des Palais Spinrath befand sich von 1696 bis 1712 ein Konvent der Cölestinerinnen.

## Angebot
Das Andreasquartier wurde auf einem 17.000 Quadratmeter großen Grundstück errichtet und umfasst heute 267 Wohnungen, Büroräume, Restaurants, eine Bar, Cafés, eine Brasserie und mehrere Galerieräume. Die Quadratmeterpreise für die Wohnungen liegen zwischen 4.400 und 16.000 €.

## Kritik
Das Projekt wurde von vielen Seiten kritisiert, insbesondere auf Grund der sehr hohen Preise. Vor allem die Grünen äußerten im Stadtrat Kritik an dem Projekt, da sich kein Normalverdiener diesen Wohnraum leisten könne. In Anbetracht des mangelnden Wohnraums in Düsseldorf beschloss der Stadtrat 2016, dass bei Neubauprojekten stets 40 % der Wohnungen preisgedämpft sein sollen.